# Roger Janssens de Bisthoven
Roger Joseph Sylvestre Raymond Marie Ghislain baron Janssens de Bisthoven (Gent, 19 maart 1890 - Sint-Pieters-Woluwe, 13 november 1972) was een Belgisch magistraat.

## Biografie

### Familie
Roger Janssens de Bisthoven was een telg uit de familie Janssens de Bisthoven. Hij was de zoon van baron Leon Janssens de Bisthoven, magistraat en gouverneur van West-Vlaanderen. Hij trouwde in 1914 met Marie-Henriette Iweins d'Eeckhoutte (Ieper, 21 november 1894 - Schaarbeek, 7 oktober 1967), dochter van politicus Henri Iweins d'Eeckhoutte. Ze kregen vijf kinderen. Hun twee dochters werden religieuzen in de Brusselse congregatie van het H. Hart. Zijn zoon Bernard werd eveneens magistraat.
In 1965 ontving jonkheer Roger Janssens de Bisthoven de titel van baron, overdraagbaar bij eerstgeboorte.

### Carrière
Janssens de Bisthoven promoveerde in 1912 tot doctor in de rechten aan de Rijksuniversiteit Gent. Van 1912 tot 1914 was hij stagiair bij de balie van Brugge. Bij het uitbreken van de Eerste Wereldoorlog vestigde hij zich in Parijs en verleende er juridische bijstand aan uitgeweken landgenoten. Hij werkte er op het kabinet van meester Boivin-Champeaux, advocaat bij het Hof van Cassatie. 
Einde 1917 werd hij opgeroepen voor het Belgisch leger en toegevoegd aan de rechtbank die oordeelde over het uitstellen van oproepingen. Vervolgens werkte hij bij de commissie voor afkeuringen. Na de Wapenstilstand werkte hij op de Dienst voor repatriëring van Belgische vluchtelingen.
Hij werd achtereenvolgens:
- 1919 - substituut van de procureur des Konings in Brussel,
- 1940 - advocaat-generaal bij het Hof van Cassatie
- 1954 - eerste advocaat-generaal bij het Hof van Cassatie.

In 1923 was hij Belgisch vertegenwoordiger bij de arbitragerechtbanken opgericht ingevolge het Verdrag van Versailles. Hij was ook lid van het Hoog Comité van Toezicht.
In 1965 ging hij met emeritaat.

## Publicatie
- 'La Loge des Génois à Bruges', in Annales della Società Ligure di Storia Patria, Genua, 1915